# Назаренко, Яков Исаевич
Яков Исаевич Назаренко (1910—1975) — Гвардии старшина Рабоче-крестьянской Красной Армии, участник Великой Отечественной войны, Герой Советского Союза (1945).

## Биография
Яков Назаренко родился 6 августа 1910 года в селе Хибаловка (ныне — Куликовский район Черниговской области Украины). После окончания начальной школы работал в колхозе. В 1941 году Назаренко был призван на службу в Рабоче-крестьянскую Красную Армию. С того же года — на фронтах Великой Отечественной войны.
К февралю 1945 года гвардии старшина Яков Назаренко командовал отделением отдельной моторизованной инженерно-разведывательной роты 12-й штурмовой инженерно-сапёрной бригады 46-й армии 3-го Украинского фронта. Отличился во время штурма Будапешта. 12 февраля 1945 года Назаренко во главе разведгруппы, возвращаясь с боевого задания, столкнулся с вражеской колонной и забросал её гранатами. Закрепившись в одном из ближайших домов, разведчики двенадцать часов держали оборону, продержавшись до подхода советских частей. Из всей группы в строю остались лишь раненный в руку Назаренко с двумя товарищами.
Указом Президиума Верховного Совета СССР от 28 апреля 1945 года за «образцовое выполнение боевых заданий командования и проявленные при этом мужество и героизм» старшина Яков Назаренко был удостоен высокого звания Героя Советского Союза с вручением ордена Ленина и медали «Золотая Звезда» за номером 8599.
После окончания войны Назаренко был демобилизован. Проживал в родном селе, заведовал фермой в колхозе. Умер 21 февраля 1975 года, похоронен в Хибаловке.

## Награды
Был также награждён орденами Красного Знамени и Славы 2-й и 3-й степеней, рядом медалей.

## Память
В честь Назаренко названа улица в его родном селе.